# Qirqbize
Koordinaten: 36° 10′ 26″ N, 36° 35′ 7″ O
Qirqbize (arabisch قرقبيزه) auch Kirkbize; ist eine frühbyzantinische Siedlung im Gebiet der Toten Städte im Nordwesten von Syrien. Die Ruinenstätte ist für die Geschichte des frühen Christentums von Bedeutung, da sich hier die Reste der nach Dura Europos frühesten erhaltenen Hauskirche aus dem Anfang des 4. Jahrhunderts befinden.

## Lage
Qirqbize liegt auf knapp 700 Meter Höhe im Gouvernement Idlib auf der Hochlage des Dschebel il-Ala, einer abgelegenen Hügelregion im westlichen mittleren Teil des nordsyrischen Kalksteinmassivs, nahe der türkischen Grenze. Der Ort ist über Barischa von Nordosten auf einer Nebenstraße erreichbar, die von der Hauptverbindung  Aleppo nach Antakya kurz vor der türkischen Grenze abzweigt. Von Dschisr asch-Schugur im Süden verläuft eine Straße im Tal des Orontes über die Orte Darkush, Salqin und Harim, von wo die Straße weitere 15 Kilometer auf den steinigen und karstigen Hügel zu Qalb Loze hinaufführt. Knapp drei Kilometer nördlich liegen Qirqbize und in unmittelbarer Nähe Bettir und Berriš Nord. Das karstige Plateau vereint des Weiteren die frühbyzantinischen Orte Behyo und Benebil zu einer Siedlungseinheit. Das abgelegene Hochland ist überwiegend von Drusen bewohnt, die auf wenig fruchtbaren Böden Getreide anbauen und Schafzucht betreiben.

## Ortsbild
Die  Wohnhausruinen breiten sich in einem flach geneigten felsigen Gelände zwischen Olivenhainen aus, die durch Lesesteinmauern parzelliert sind. Die überwiegend kleinen und einfachen Gebäude aus großformatigen, sorgfältig behauenen Kalksteinquadern sind teilweise bis zum Giebel und in zweigeschossiger Höhe erhalten. Der Ort war von der römischen Zeit bis mindestens in das 7. Jahrhundert besiedelt. Howard Crosby Butler untersuchte 1899 den Ort, George Tchalenko leitete 1939 und bis 1971 Ausgrabungen.

### Hauskirche
Das nordsyrische ländliche  Wohnhaus in römischer Zeit war ab dem 2. Jahrhundert langrechteckig und besaß zwei Räume, die miteinander durch eine Tür verbunden waren und jeweils einen Zugang von der südlichen Längsseite hatten. Entlang dieser Seite war ein von Säulen oder Pfeilern getragener Portikus angebaut. Das aus Holzbalken konstruierte Satteldach hatte die Form eines griechischen Tempels. Die ersten Christen versammelten sich anfangs in Privathäusern, die sie zu Hauskirchen umbauten. Zunächst wurde die Trennwand zwischen Wohnraum und Vorratskammer entfernt, so dass ein größerer Raum entstand, der bereits – wie für die späteren Kirchenbauten vorgeschrieben – nach Osten orientiert war.
Die etwa im Jahr 232 umgebaute älteste Hauskirche von Dura Europos war ebenso wie Qirqbize durch Zusammenlegung von Wohn- und Nebenraum entstanden. Das dortige städtische Wohnhaus aus Lehmziegeln mit zentralem Innenhof besaß im Innern einen langrechteckigen Betsaal, aber erst die Hauskirche von Qirqbize nahm die Architekturform einer Saalkirche an, aus der sich im Gebiet der Toten Städte die mehrschiffige Basilika entwickelte.
Im Ostteil des aus dem 3. Jahrhundert stammenden Wohnhauses mit den Maßen 15 × 7,5 Meter wurde ein Podest für den Altar eingerichtet und später um den für eine Apsis typischen Triumphbogen ergänzt. Westlich der Raummitte kam ein Bema hinzu. Auf diesem erhöhten Einbau mit Sitzplätzen für 14 Personen nahm der Klerus während des Wortgottesdienstes Platz. Bereits in Qirqbize fand also eine räumliche Trennung von Laien und Geistlichkeit statt.
Es gab zwei Eingänge in der Südwand, die übrigen Seiten waren geschlossen. Die Fenster waren rechteckig, es gab kein Dachgesims. Vor der Südwand wurde in einer zweiten Bauphase ein Säulenportikus hinzugefügt. Von diesem sind vier Kapitelle erhalten, die in das Ende des 5. oder ins 6. Jahrhundert datiert werden.
Die späteren Kirchenneubauten besaßen im Osten eine in Funktionsbereiche aufgeteilte, dreiteilige Apsis mit seitlichem Diakonikon und einer Reliquienkammer (Martyrion). Im nördlichen Bereich des hiesigen Altarraums war ein Steinsarkophag mit einer Reliquie aufgestellt. Von oben eingegossenes Öl floss über die Gebeine des verehrten Heiligen und unten heraus, wo es aufgefangen und in Tonfläschchen (Ampullae) gesammelt wurde. Pilger nahmen solche Gefäße als glückbringende Andenken mit. Das verwendete Olivenöl steht im Zusammenhang mit der für die Wirtschaft Nordsyriens so wichtigen Kultur von Olivenbäumen.